# Почесний кубок для переможця у повітряному бою

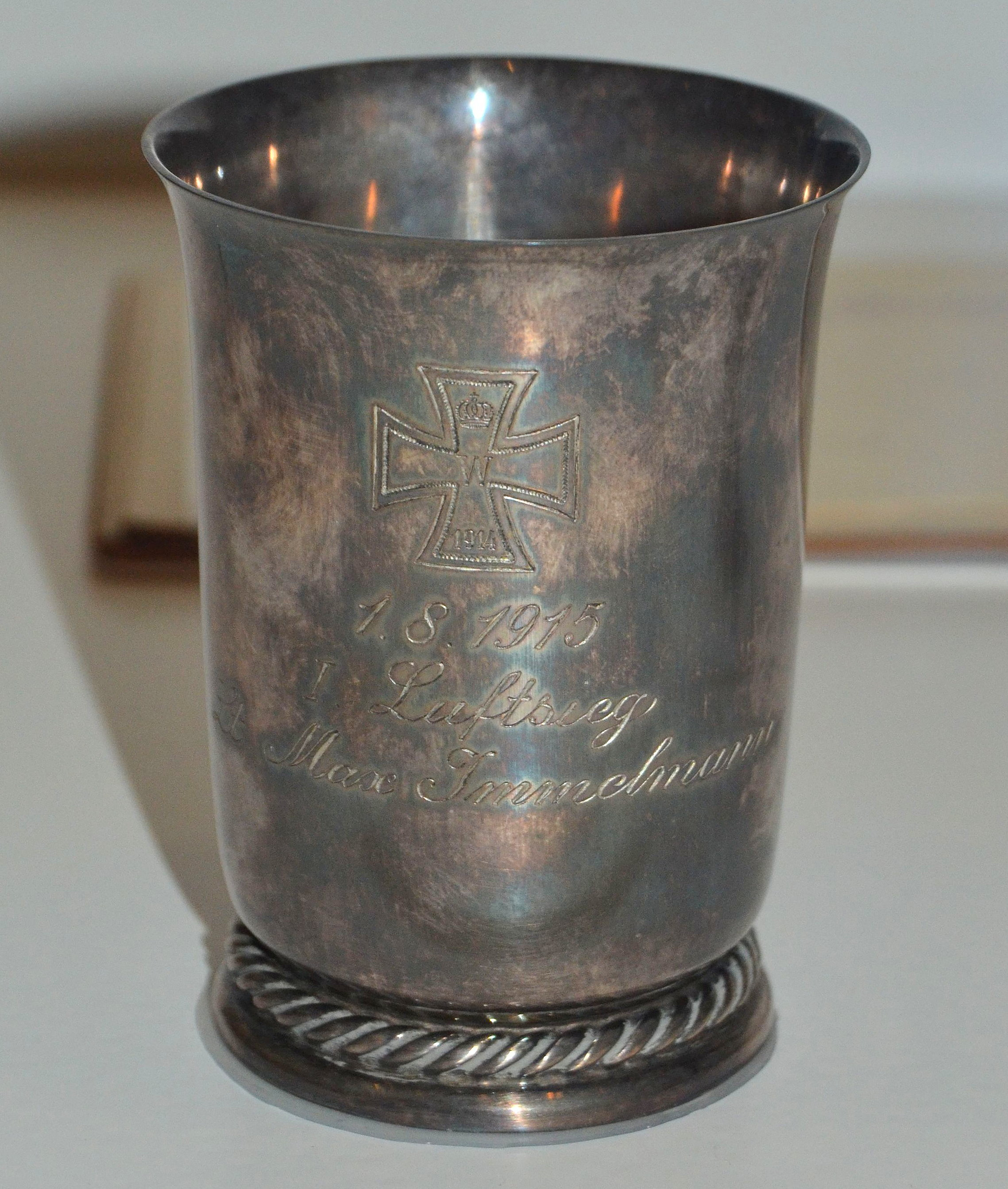
Почесний кубок Макса Іммельманна. На кубку помітна дата нагородження — 1 серпня 1915 року.

Почесний кубок для переможця у повітряному бою (нім. Ehrenbecher für den Sieger im Luftkampf) — військова нагорода Німецької імперії у Першу світову війну.

## Опис
Срібний кубок, на якому зображені Залізний хрест 1-го класу, дата нагородження та ім'я нагородженого.

## Умови нагородження
Кубок вручали за першу перемогу в повітряному бою, часом нагородження відбувалось дещо пізніше. Точна кількість нагороджених невідома: є дані на щонайменше 2 411 нагороджених.
Спочатку право на отримання кубку також мали пілоти повітряних сил ВМС, але на початку 1917 року була створена окрема нагорода — Почесний приз для морських пілотів (нім. Ehrenpreis der Marineflieger), який отримали 182 особи.
Також існував рідкісний варіант кубка — Почесний кубок за успішну атаку з повітря (нім. Ehrenbecher für erfolgreiche Angriffe aus der Luft), яким нагороджували членів екіпажів цепелінів-бомбардувальників за успішні авіанальоти.